# Lac Opataouaga
Le lac Opataouaga est un plan d'eau douce du bassin versant de la rivière Broadback de la municipalité de Eeyou Istchee Baie-James (municipalité), dans la région administrative du Nord-du-Québec, au Québec, au Canada.
La foresterie constitue la principale activité économique du secteur. Les activités récréotouristiques arrivent en second, grâce à un vaste plan d’eau navigable dont en amont le lac Poncheville et en aval le lac Quénonisca et la rivière Broadback.
Le bassin versant du lac Opataouaga est accessible grâce à la route forestière R1023 (sens Est-Ouest) venant de l’Ouest et passant au Nord de l’Île du Pain de Sucre ; la R1023 relie la « route de la Baie-James » (sens Nord-Sud) qui vient de Matagami ; à partir de l’Île du Pain de Sucre, cette route se dirige vers le Nord-Est pour passer du côté Ouest du Lac Rocher.
La surface du lac Opataouaga est habituellement gelée du début novembre à la mi-mai, toutefois la circulation sécuritaire sur la glace se fait généralement de la mi-novembre à la mi-avril.

## Géographie
Le lac Opataouaga reçoit du côté Sud-Ouest les eaux du Lac Poncheville par le « détroit de Sables » (longueur : 7,5 km ; largeur variant entre 0,5 km et 2,0 km). Le lac Opataouaga fait partie d’un ensemble de lacs dans le même secteur, qui sont formés en longueur, plus ou moins en parallèle les uns et les autres, notamment le Lac Ouescapis, le lac Quénonisca, le lac Salamandre, le lac Rocher (rivière Nipukatasi) traversé par la rivière Nipukatasi et le lac Amisquioumisca (côté Est). Tandis que du côté Ouest, le plan d’eau majeur est le lac Evans.
Le lac Opataouaga comporte une longueur de 13,0 km, une largeur de 5,3 km, une altitude de 269 km et une superficie de 27,54 km2. Ce lac compte 32 îles dont quatre îles majeures. Située à l’embouchure du lac, la plus grande île est l’île du Pain de Sucre ; elle comporte une longueur de 5,0 km et une largeur de 2,6 km.
Les zones environnantes de proximité du lac ont une topographie généralement nivelée, sauf deux montagnes du côté Est atteignant respectivement 340 m et 341 m. Du côté Ouest du lac, deux sommets de montagnes atteignent respectivement 347 m et 351 m.
L’embouchure du lac Opataouaga est situé à :
- 14,4 km au Sud-Ouest d’une baie du Lac Rocher (rivière Nipukatasi) ;
- 43,8 km Sud-Ouest de l’embouchure du lac Quénonisca (confluence avec la rivière Broadback) ;
- 69,5 km au Sud-Est de l’embouchure du lac Evans lequel est traversé par la rivière Broadback ;
- 184 km au Sud-Est de l’embouchure de la rivière Broadback (confluence avec la Baie de Rupert) ;
- 99,1 km au Nord-Est du centre-ville de Matagami ;
- 174,5 km à l’Ouest du centre-ville de Chibougamau[1].

Après avoir contourné l’Île du Pain de Sucre, le lac Opataouaga se déverse du côté Nord par une décharge coulant vers le Nord sur une longueur de 5,9 km qui relie une baie (longueur de 8,9 km) de la rive Sud-Est du lac Quénonisca. Entre l’embouchure de cette baie et l’embouchure du lac Quénonisca, le courant parcourt une distance de 10,3 km vers le Nord-Est. 
Ce lac se déverse sur la rive Sud de la rivière Broadback. De là, le courant se dirige vers l’Ouest en coulant par la rivière Broadback sur 15,3 km jusqu’à la rive Est de la Baie du Corbeau qui constitue une extension du lac Evans. En aval du lac Evans, le courant coule vers l’Ouest jusqu’à la rive Est de la baie de Rupert.

## Toponymie
D'origine crie, cet hydronyme signifie « le lac à la pointe sablonneuse ». Cette désignation toponymique est indiquée dans le « Fifth Report of the Geographic Board of Canada 1904 », publié à Ottawa en 1905, page 46, sous la graphie : « Opatawaga ; lake, northeast of Mattagami lake, Abitibi district, Que. (Not
Opiwatakan) ».
Le toponyme lac Opataouaga a été officialisé le 5 décembre 1968 à la Commission de toponymie du Québec, soit à la création de cette commission.